# Mercs
Mercs è un videogioco in stile "corri e spara" creato da Capcom. È uscito inizialmente per sala giochi e Mega Drive/Sega Genesis nel 1990.

## Modalità di gioco
La versione arcade del gioco permette di impersonificare 3 personaggi differenti. I personaggi fanno parte di una squadra anti-terrorismo segreta conosciuta come i "Mercs". L'obiettivo del gioco è quello di salvare il primo presidente nei sette livelli di gioco.

## Riedizioni
Il gioco è uscito nel 2005 anche per PlayStation 2 e Xbox nella serie Capcom Classics Collection e nel 2006 per PSP nella serie Capcom Classics Collection Reloaded.